# Pont de senyals de l'estació de Barcelona-França
L'antic pont de senyals de l'estació de Barcelona-França, que va funcionar per a donar servei a l'estació des de l'any 1929 fins al 1989, es troba avui instal·lat al Museu del Ferrocarril de Catalunya, a la localitat de Vilanova i la Geltrú, com a peça destacada de la seva col·lecció d'elements de superestructura ferroviària.

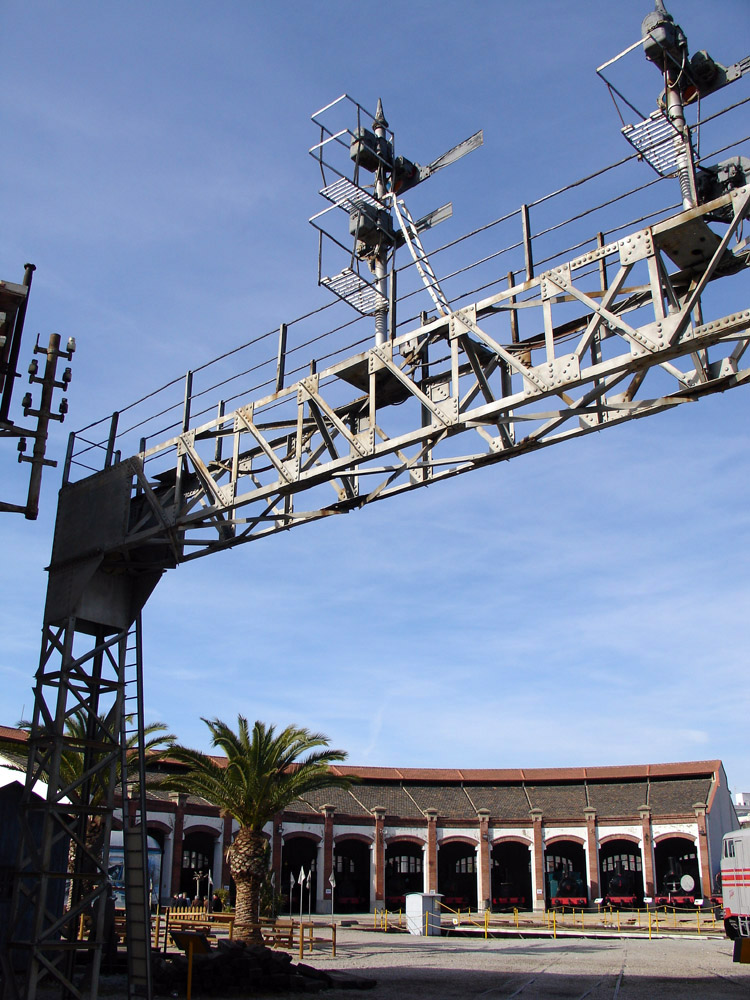
El pont de senyals al Museu del Ferrocarril

## La senyalització ferroviària
La senyalització és un dels elements fonamentals per facilitar la seguretat de la circulació ferroviària, especialment a partir del moment en què la densitat del tràfic i el major nombre de vies va fer cada vegada més complexa la seva gestió. El progressiu augment de les circulacions a l'estació de Barcelona-França va obligar a instal·lar a la seva entrada un pont de senyals amb tres semàfors. Un semàfor és un pal dotat d'una paleta o braç articulat que pot adoptar diverses indicacions. Els senyals ferroviaris han anat evolucionant progressivament des dels sistemes manuals als electrònics actuals, passant pels sistemes mecànics i elèctrics. El braç mecànic va substituir al braç de l'home, que va ser el primer sistema utilitzat als albors del ferrocarril per indicar als maquinistes que la línia estava ocupada o lliure, tasca encomanada a la denominada en aquell temps policia de ferrocarrils. Els semàfors van relegar als sistemes manuals en les tasques de parada i autorització de moviment, encara que es van fer servir principalment per indicar l'adreça que havien de prendre els trens en els desviaments.
El braç mecànic començà essent accionat a peu de senyal, però aviat es va utilitzar un filferro per a unir el senyal amb l'estació més pròxima i accionar-lo a distància. A més del sistema, es va utilitzar també la transmissió rígida de barres, la hidràulica i l'elèctrica. La companyia MZA va ser la que més va utilitzar aquesta tipologia de senyals, que podia oferir tres posicions: anunci de parada (braç inclinat 45°), alt (posició horitzontal) i via lliure (vertical). Segons augmentaven les necessitats d'explotació, els senyals es van anar fent més complexes, precisant-se de sistemes múltiples com el de l'estació de França, que resolien el problema de la transmissió d'ordres i informacions als maquinistes, governats des de posts de comandament.

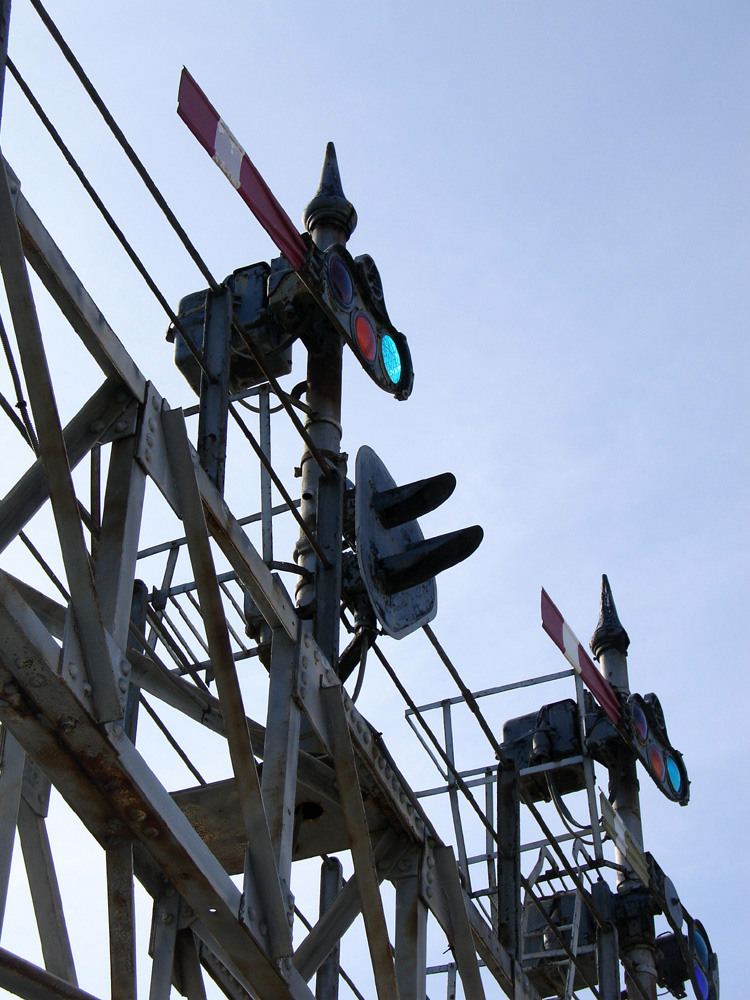
Detall dels senyals

## Descripció i història
En el cas del pont de senyals de l'estació de França, el semàfor de l'esquerra correspon a un senyal de maniobres, el del centre és un senyal d'entrada, mentre que el semàfor de la dreta és també un senyal d'entrada, però dotada de braç d'autorització de despasament. Va ser construït el 1929 per l'empresa nord-americana General Railway Signal-GRS per a la companyia MZA i instal·lat a la bifurcació Don Carlos, a la línia Barcelona-Mataró. El 1989, amb motiu de les obres de remodelació de l'estació relacionades amb la celebració dels Jocs Olímpics de Barcelona, es va desmuntar juntament amb la taula d'enclavaments que el governava i tot el conjunt va ser traslladar al Museu del Ferrocarril, evitant que es desballestés.